# Elben-Havel-Kanalen
52°23′33″N 012°22′55″Ø / 52.39250°N 12.38194°Ø
Elben–Havel-Kanalen er en 56 km lang kanal i Tyskland, som fører skibstrafik fra Magdeburg i delstaten Sachsen-Anhalt, mod øst til Brandenburg an der Havel i delstaten Brandenburg. Siden 2003, har den også været forbundet med Mittellandkanal med den enestående akvædukt Vandvejskryds Magdeburg (Wasserstraßenkreuz Magdeburg). Den er en del af den gennemgående vandtransportvej mellem Rhinen og Polen.